# Orienteering Australia
Orienteering Australia ist der nationale Orientierungslaufverband Australiens. Er wurde 1970 gegründet und ist Mitglied des Internationalen Orientierungslaufverbandes (IOF).

## Geschichte
Der Verband wurde 1970 gegründet und 1973 in den Internationalen Orientierungslaufverband aufgenommen. Die ersten australischen Meisterschaften wurden 1971 ausgetragen. 1985 war das australische Bendigo Austragungsort der ersten Orientierungslauf-Weltmeisterschaften außerhalb Europas.

## Ausrichtungen
Orientierungslauf:
- Orientierungslauf-Weltmeisterschaften 1985 in Bendigo
- Masters-Orientierungslauf-Weltmeisterschaften 2002 in Bendigo
- Junioren-Orientierungslauf-Weltmeisterschaften 2007 in Dubbo
- Masters-Orientierungslauf-Weltmeisterschaften 2009 in Sydney

Mountainbike-Orienteering:
- Mountainbike-Orienteering-Weltmeisterschaften 2004 in Ballarat

## Staatsverbände
Orienteering Australia besteht aus folgenden untergeordneten Verbänden:
- Orienteering ACT
- Orienteering New South Wales
- Orienteering Northern Territory
- Orienteering Queensland
- Orienteering South Australia
- Orienteering Tasmania
- Orienteering Victoria
- Orienteering Western Australia